# Derby Makinka
Derby Makinka (Salisbury, Rodesia del Sur, 5 de septiembre de 1965-Gabón, 27 de abril de 1993) fue un futbolista de Zambia nacido en Zimbabue que jugó en la posición de centrocampista.

## Carrera

### Club
| Periodo   | Club                |
| --------- | ------------------- |
| 1984-1989 | Profund Warriors    |
| 1989      | CSKA Pomir Dushanbe |
| 1990      | Darryn Textiles FC  |
| 1991-1993 | Lech Poznań         |
| 1993      | Ettifaq FC          |

### Selección nacional
Jugó para Zambia en 98 ocasiones de 1985 a 1993 y anotó 10 goles; participó en los Juegos Olímpicos de Seúl 1988 y en tres ediciones de la Copa Africana de Naciones.

## Muerte
Makinka murió en el accidente aéreo de la selección de fútbol de Zambia en las costas de Gabón en 1993.

## Logros

### Club
- Ekstraklasa (1): 1991/92

### Individual
- Futbolista del año de Zambia en 1989.[5]